# Motór (film)
Motór – polski film fabularny z 2005 roku w reżyserii i według scenariusza Wiesława Palucha. Film należy do nurtu kina niezależnego (offowego).

## Akcja filmu
Podczas podróży do Warszawy dwaj koledzy – Bazyl i Tęgi wspominają rok 1983, w którym jako nastolatkowie dla wygłupu wraz z kolegami – Bysiem, Karasiem i Recholem stworzyli „sektę” czczącą tytułowe Motóry, czyli motocykle WSK. Razem z nimi jedzie dziewczyna Bazyla z tamtych czasów – Monika.
Bazyl zachowywał do „sekty” dystans, ale nawrócił się, kiedy zobaczył Monikę całującą się z Gienkiem.
„Sekta Motórzystów” działa w Biłgoraju – rodzinnym mieście bohaterów. Oprócz kultu motocykli pojawia się tu także wątek miłości Bazyla, zakładu Bazyla z Tęgim, Gienka (konkurenta Bazyla w miłości do Moniki) oraz walki z milicją. „Motórzyści” rozwiązują sektę po tym, jak milicjanci mordują ich przywódcę – Rechola.

## Obsada
- Andrzej Szeremeta – Bazyl
- Sebastian Nietupski – Tęgi
- Grzegorz Wojdon – Rechol
- Andrzej J. Dąbrowski – Bysio
- Marcin Bosak – Karaś
- Michał Gadomski – Gienek
- Sławomir Grzymkowski – Dżony
- Janusz Wituch – Antek
- Karolina Cybula – Monika
- Stanisław Kiełbasa – Roman Gawlak
- Wanda Majtyka – żona Gawlaka
- Tadeusz Pisarczyk – sąsiad Gawlaka
- Alicja Jachiewicz-Szmidt – matka Bazyla
- Stefan Szmidt – ojciec Rechola
- Ireneusz Pietrzniak – ksiądz
- Wojciech Dobrowolski – milicjant 1
- Andrzej Golejewski – milicjant 2
- Bronisław Wolanin – szewc
- Zenon Iskra – nauczyciel
- Jerzy Szpakowski – benzyniarz
- Jan Bielak – kierownik kina
- Małgorzata Wodzyńska – kelnerka

## Nagrody i wyróżnienia
- 2003 – 28. FPFF – wyróżnienie honorowe w konkursie kina niezależnego
- 2003 – KSF „Młodzi i Film” – nagroda za scenariusz ex aequo z Zabou Breitmanem i Jean-Claude Deretem za film Piękne wspomnienia
- 2003 – MFF „Off Cinema” – „Srebrny Zamek”
- 2003 – Toruń Film Festival TOFFI – Grand Prix
- 2004 – Przegląd Filmowy „Prowincjonalia” – Złoty Jańcio (nagroda główna), nagroda dziennikarzy, Nagroda Burmistrza Słupcy